# Fil de discussion
Pour les articles homonymes, voir Fil, Enfilade et Thread.

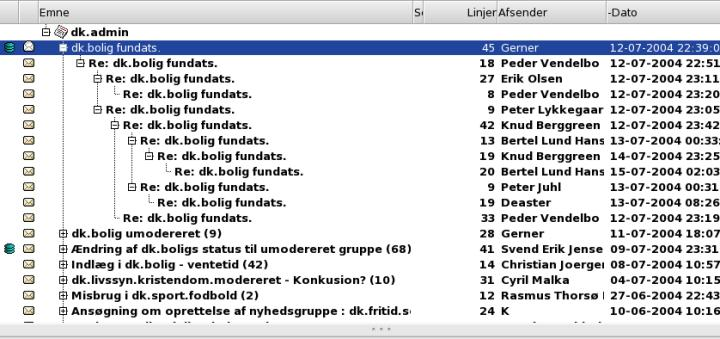
Fil de discussion

Un fil de discussion ou une enfilade (thread en anglais) est, sur Internet, une suite de messages consécutifs sur un même thème, classés de manière arborescente.
Les fils de discussion ont d'abord été utilisés dans les forums électroniques, les newsgroups et les listes de diffusion. Les logiciels clients de courrier électronique évolués peuvent gérer des fils de discussion.

## Précisions techniques
En courrier électronique (ex : liste de diffusion), un fil de discussion est gouverné par un champ appelé in-reply-to, qui sert de traceur entre un message, son prédécesseur et son successeur. Fonctionnellement, il permet de garder ensemble les messages d'une conversation, indépendamment de la date de réponse, du répondant (utile s'il y a plus de deux intervenants) ou même du sujet.
Le logiciel Mail (sous Mac OS X) a légèrement innové en la matière en proposant une « table des matières » de la discussion. Cependant, il ne gère pas pour autant le champ in-reply-to, ce qui aboutit assez souvent à des regroupements erronées (particulièrement visibles avec les messages automatisés, comme « Undelivered mail »).